# Дмитриенко, Станислава Григорьевна
Дмитриенко Станислава Григорьевна (родилась 7 ноября 1948) – российский химик-аналитик, доктор наук и профессор. Специалист в области разделения и концентрирования веществ. Создала собственное направление  – использование пенополиуретанов в химическом анализе.

## Биография
Станислава Дмитриенко родилась 7 ноября 1948 в селе Щербатовка (Малинский район), Житомирская область, УССР.
Окончила химический факультет МГУ в 1972 году, после окончания поступила в аспирантуру. Защитила кандидатскую диссертацию в 1976 году на тему «Исследование экстракции ниобия, тантала и сопутствующих элементов тетразамещенными алкилдиаминами».
Работает в МГУ с 1975 г. сначала в должности младшего научного сотрудника, затем ассистента (с 1980 г.), старшего преподавателя (с 1989 г.), доцента (с 1991 г.). В 2001 году защитила докторскую диссертацию «Пенополиуретаны в химическом анализе: сорбция различных веществ и ее аналитическое применение».
Профессор по кафедре аналитической химии с 1 сентября 2002 года.

## Научная деятельность
Научная деятельность С.Г. Дмитриенко посвящена следующим основным направлениям:
1)      Исследование сорбционных и хемосорбционных свойств пенополиуретанов. В данном направлении разработаны сорбционно-фотометрические, сорбционно-флуоресцентные и тест-методики определения органических соединений (фенолы, ароматические амины, красители, 3,4-бензпирен и другие полициклические ароматические углеводороды, поверхностно-активные вещества и др).
2)     Синтез и исследование сорбционных свойств полимеров с молекулярными отпечатками органических соединений.
3)     Исследование сорбционных свойств сверхсшитого полистирола. Синтез и использование в анализе магнитного сверхсшитого полистирола. Разработка хроматографических методик определения кофеина и других метилксантинов, сульфаниламидов, тетрациклинов, катехоламинов.
4)     Изучение возможности использования в химическом анализе бытовых цветорегистрирующих устройств: офисного сканера, цифрового фотоаппарата, калибратора мониторов.
5)     Синтез и использование в спектрофотометрии наночастиц золота и серебра.
Автор более 150 работ, за последние 5 лет – 46 работ, 8 патентов. Суммарное цитирование ученого по данным WebofScience: 634, Scopus: 557. Индекс Хирша 15. 

## Награды
2012 заслуженный профессор МГУ. МГУ имени М.В. Ломоносова. 
2010 Премия имени М.В. Ломоносова 1 степени за цикл научных работ "Новые подходы, методы и средства в химическом анализе и контроле объектов окружающей среды". 
2009 Лауреат Премии администрации Краснодарского края в области науки, образования и культуры.
2002 Лауреат конкурса «Грант Москвы» в области наук и технологий в сфере образования.

## Преподавательская деятельность
Станислава Дмитриенко является соавтором учебника "Основы аналитической химии. Задачи и вопросы" и учебного пособия "Объекты окружающей среды и их аналитический контроль. Методы отбора и подготовки проб. Методы разделения и концентрирования".
Читает спецкурсы лекций "Современные способы пробоподготовки при определении органических соединений в различных объектах" в рамках курса"Актуальные проблемы аналитической химии"(курс лекций для аспирантов, осенний семестр); "Методы разделения и концентрирования" (спецкурс для студентов 5 курса), проводит семинарские занятия у студентов химического и смежных факультетов.
Под руководством С.Г. Дмитриенко защищены 1 докторская и 16 кандидатских диссертаций, более 50 дипломных работ, большое количество курсовых работ.
С 2000 года является членом Научного Совета РАН по аналитической химии.